# Jiang Xinlin
Jiang Xinlin est un astronaute chinois, membre de l'équipage de Shenzhou 17.
Jiang Xinlin (février 1988-), originaire du Xian de Qi, Henan, nationalité Han, membre du Parti communiste chinois, licence. Il est actuellement astronaute de quatrième niveau au sein du groupe d'astronautes de l'Armée populaire de libération chinoise et détient le grade de lieutenant-colonel dans l'armée de l'air. Sélectionné comme membre d'équipage de la mission Shenzhou 17.  

## Biographie
Jiang Xinlin est né dans le Xian de Qi, Kaifeng, province du Henan en février 1988. En 2006, Jiang Xinlin a été admis à l'ancien Collège d'ingénierie des forces blindées de l'Armée populaire de libération. En septembre 2006, il s'est enrôlé dans l'armée et est devenu conducteur de char. A rejoint le Parti communiste chinois en janvier 2010. En 2010, Jiang Xinlin est diplômé de l'Académie d'ingénierie des forces blindées, a participé à la sélection des pilotes de l'Air Force et a été sélectionné. Au cours de ses 10 années de carrière de pilote, Jiang Xinlin a volé plus de 1 000 heures en toute sécurité, a été classé pilote de première classe de l'armée de l'air et a servi comme capitaine adjoint d'une brigade volante de la brigade d'aviation de l'armée de l'air. En 2018, il participe à la sélection du troisième lot d'astronautes. En septembre 2020, il a été sélectionné comme troisième groupe d'astronautes chinois. En octobre 2023, il a été sélectionné comme équipage de la mission habitée Shenzhou 17.  